# Однопартійний період в історії Туреччини

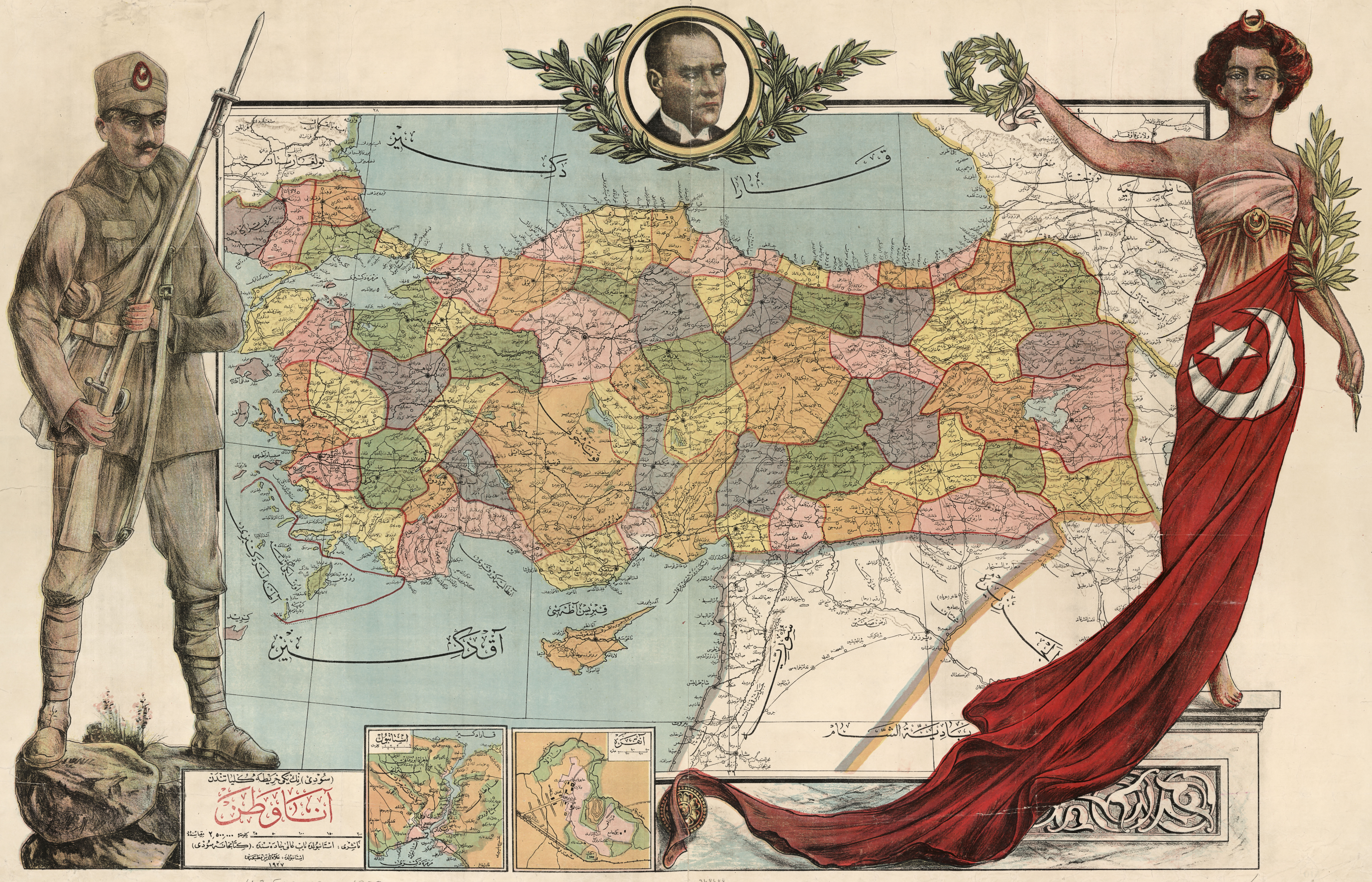
Карта Туреччини 1927 року, яка була опублікована до реформи алфавіту. У 1939 році Туреччина анексувала державу Хатай.

Однопартійний період в історії Туреччини (тур. Türkiye'de tek partili dönem) — частина історії Турецької Республіки, що почалася з офіційного встановлення у країні однопартійного режиму у 1923 році. У період з 1923 по 1945 роки Республіканська народна партія була єдиною партією Туреччини — до моменту, коли була створена Партія національного розвитку (тур. Millî Kalkınma Partisi). Вигравши перші багатопартійні вибори у 1946 році, Республіканська народна партія все ж втратила більшість у парламенті на виборах 1950 року. Протягом даного періоду президент Мустафа Кемаль Ататюрк неодноразово звертався з проханням створити опозиційні партії для переходу до багатопартійної демократії, і в 1930 році була створена Ліберально-республіканська партія, але незабаром розпущена своїми засновниками; також у 1924 році з'явилася Прогресивна республіканська партія (створена Кязимом Карабекіром), але вона незабаром була заборонена через причетність її членів до повстання шейха Саїда (1925). У підсумку, багатопартійна система з'явилася в Республіці вже після смерті Ататюрка   .

## Період президентства Ататюрка (1925—1938)
Зі створенням Турецької Республіки уряд молодої країни почав докладати зусиль до її модернізації. Державні інститути, закони і конституції західних країн (таких як Франція, Швеція, Італія та Швейцарія) були проаналізовані і адаптовані відповідно до потреб Туреччини і «особливостей турецької нації».
У той період громадськість країни нечітко уявляла собі наміри і програму президента Мустафи Кемаля (який став пізніше «Ататюрком») — часто його вітали гаслом: «Ми повертаємося до часів перших халіфів». Щоб зупинити подібну консолідацію влади в одних руках, Мустафа Кемаль провів серію реформ, помістивши на важливих державних позиціях низку інших яскравих лідерів: Февзі Чакмака, Казима Озалпа і Ісмета Іненю. Діючи таким чином, він сподівався змінити самосприйняття турецького суспільства: з ісламської на сучасну, демократичну і світську національну державу.
Одним з елементів нової держави передбачалася багатопартійність. Але на цьому шляху виник ряд перешкод: зокрема, після заснування Ліберальної республіканської партії (її лідером був Алі Фетхи Окьяра) до неї приєдналося безліч «релігійних груп», після чого в країні, особливо на її східних територіях, почалися кровопролитні заворушення. У результаті, 17 листопада 1930 року Ліберальну партію розпустили, і до 1945 року ніяких подальших спроб створення багатопартійної демократії у країні не робилося.

## Опозиція (1924—1927)
У 1924 році, коли «проблема Мосула» постала особливо гостро (див. Розпад Османської імперії), шейх Саїд організував повстання, яке згодом отримало його ім'я. Оскільки шейх Саїд був багатим курдським спадкоємцем (племінним вождем) з Діджле (Пірана), проблема релігії і національності у регіоні постала особливо гостро: прагнучи відновити ісламські закони (шаріат), збройні сили з Пірана переміщалися по сільській місцевості, де захоплювали урядові установи і важливі міста (Елязиг і Діярбакир).
Серед членів турецького уряду була поширена ідея, що повстання шейха Саїда є спробою «контрреволюції»: вони закликали до негайного початку військових дій, щоб запобігти поширенню останньої. 4 березня 1925 року, для боротьби з повстанням, у країні був прийнятий «Закон про підтримку громадського порядку». Він наділив уряд винятковими повноваженнями і був скасований лише у березні 1929 року.
Подібні заходи викликали невдоволення і серед членів правлячої партії, у той період сам Мустафа Кемаль висловлював своє занепокоєння тим, що міг опинитися в меншості у своїй власній партії; але він не наважився на скасування «опозиційної групи». У результаті Ататюрку вдалося зберегти владу, оскільки голосування про недовіру його уряду провалилося (8 листопада 1924 року вотум недовіри був відхилений 148 голосами проти 18). Після цього Мустафа Кемаль заявив, що «турецька нація твердо має намір безстрашно просуватися по шляху республіки, цивілізації і прогресу».
17 листопада 1924 року позиційна група, яка відкололася, офіційно заснувала Прогресивну Республіканську партію (ПРП), до якої увійшли 29 депутатів турецького парламенту — це стало початком першої офіційної багатопартійної системи у країні. Економічна програма ПРП була більш ліберальною — на відміну від «державного соціалізму» чинної влади, а соціальна програма опозиціонерів, навпаки, була більш консервативною — на відміну від «модернізму» Ататюрка. Лідери нової партії рішуче підтримували кемалістську революцію у принципі, але мали відмінну думку щодо «культурної революції» і принципів секуляризму.
Протягом 1926 року в Ізмірі була розкрита змова з метою вбивства Мустафи Кемаля. До складу змовників входив і колишній депутат, який виступав проти скасування Халіфату, а також мав і особисті образи на лідера країни. Розслідування, заявлене як «розкриття підривної діяльності», фактично використовувалося для підриву позицій тих, хто не поділяв поглядів Ататюрка на культурну революцію у країні. В результаті, до суду було залучено велику кількість політичних супротивників чинної влади.